# تاغزوت ن آيت عطا
تاغزوت ن آيت عطّا هي جماعة قروية في إقليم تنغير ضمن جهة درعة تافيلالت بالمغرب. كان مجموع عدد سكان «بلدية تاغزوت ن آيت عطا» 13.636 نسمة يعيشون في 2.007 أسرة.(تعداد السكان الرسمي 2004)

## دواوير الجماعة
- أقديم
- تلولت
- بوتغاط
- تبسباست
- غليل نايت إسفول
- غليل أمزدار
- أشضاض
- تدفالت
- تاغيا
- أگديم
- تلوين
- أفصاد

## معرض الصور

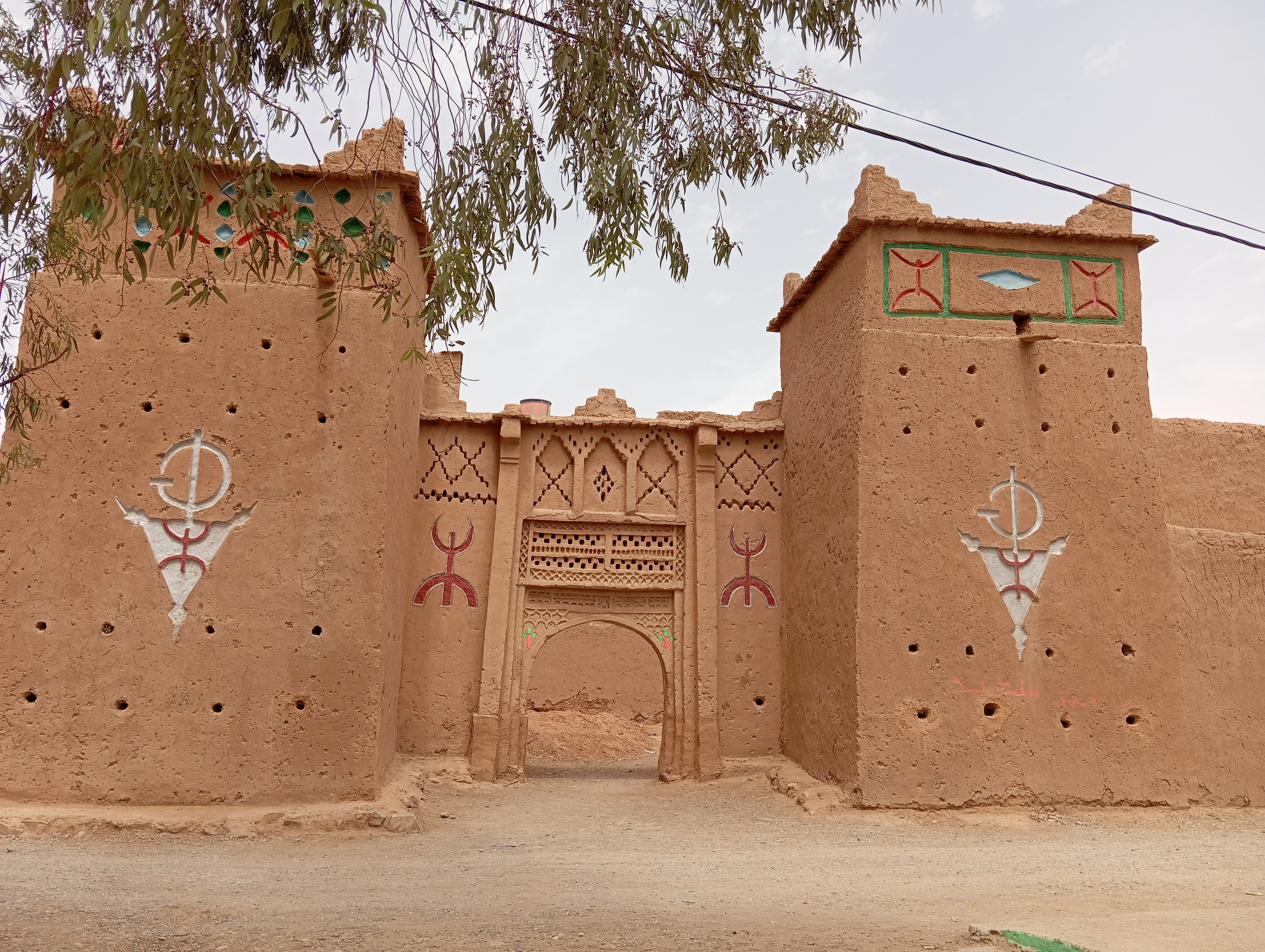
مدخل قصر تاغزوت ن آيت عطّا
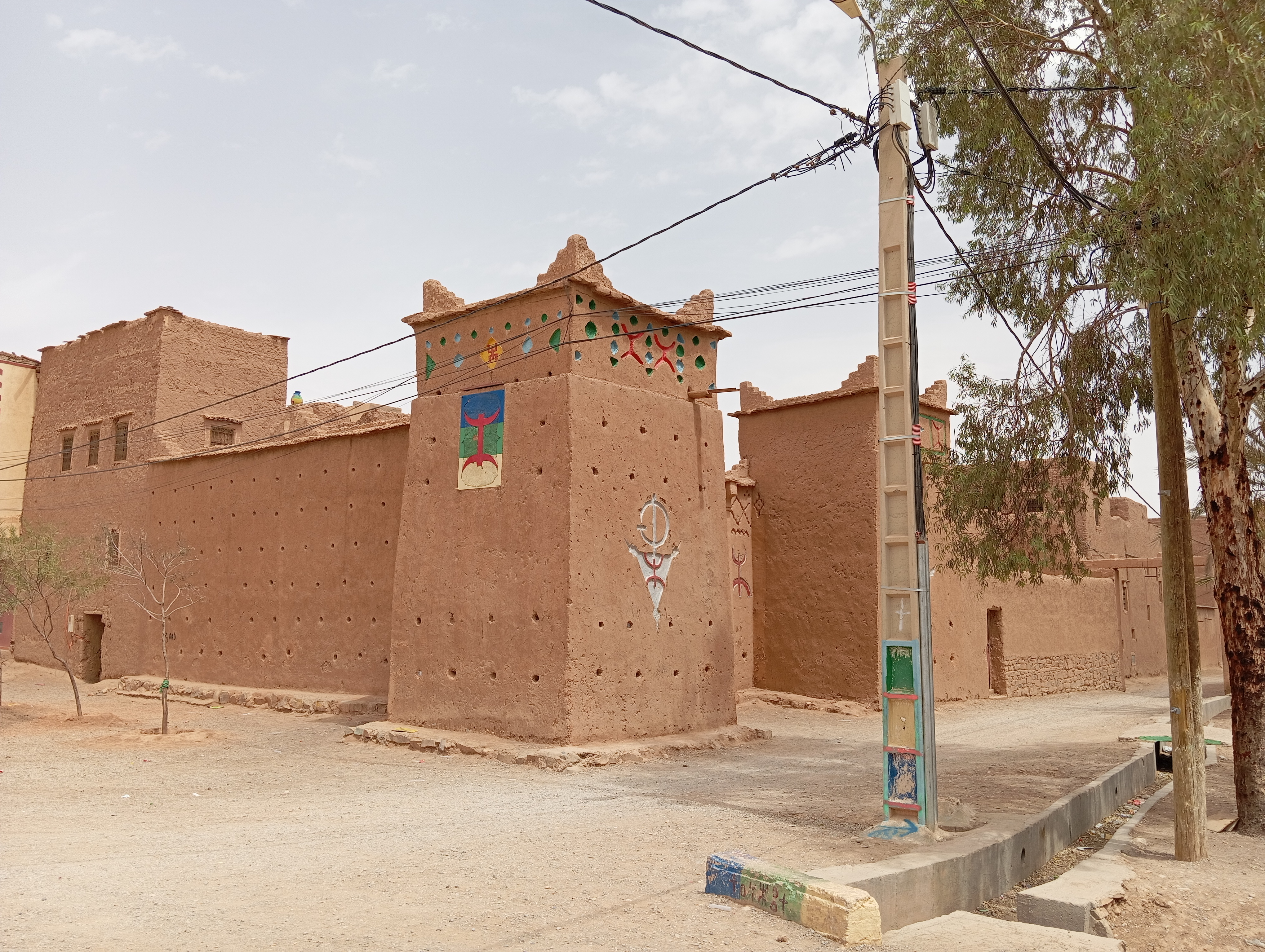
دوار تاغزوت ن آيت عطا
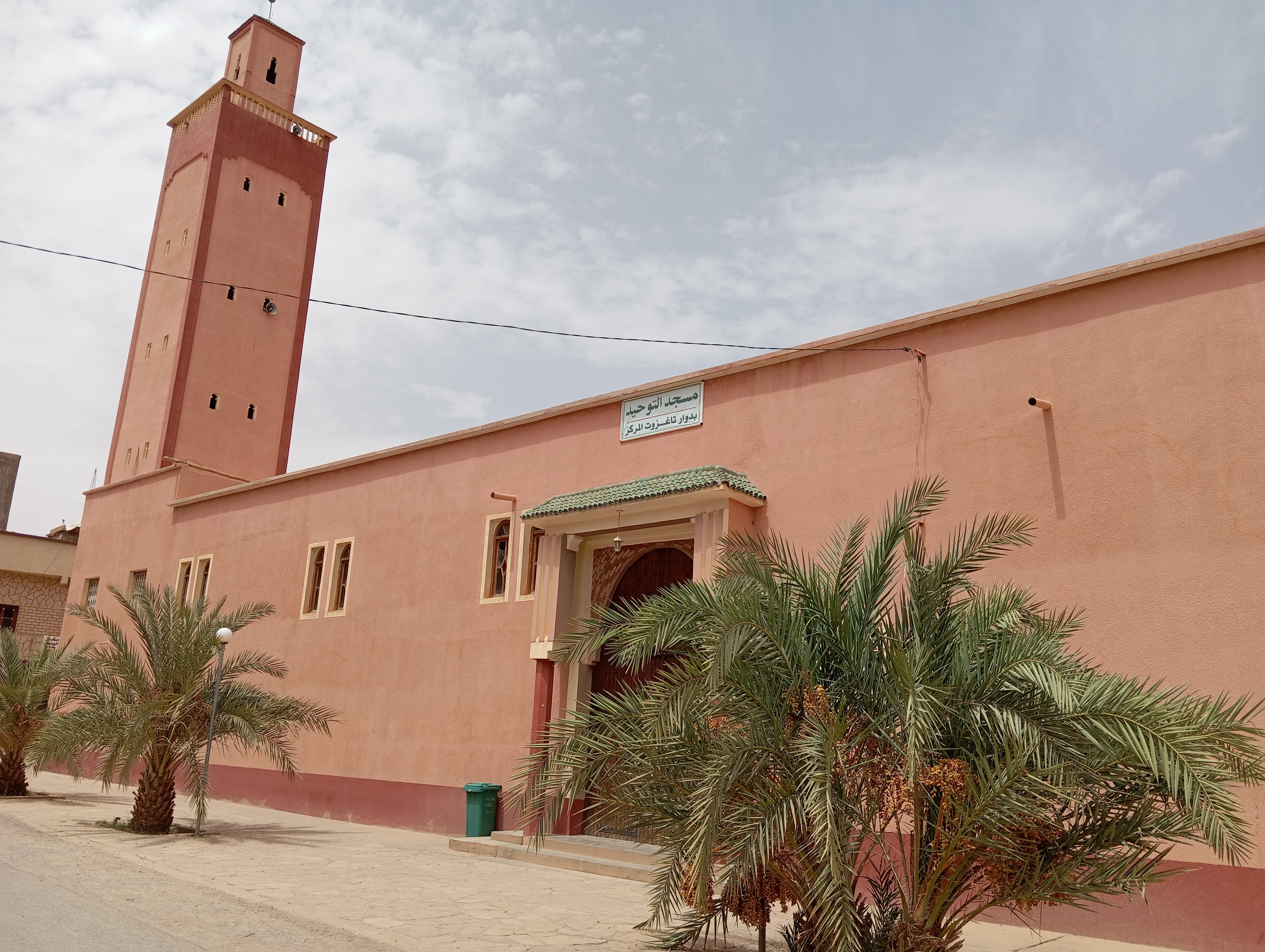
مسجد التوحيد بتاغزوت ن آيت عطا
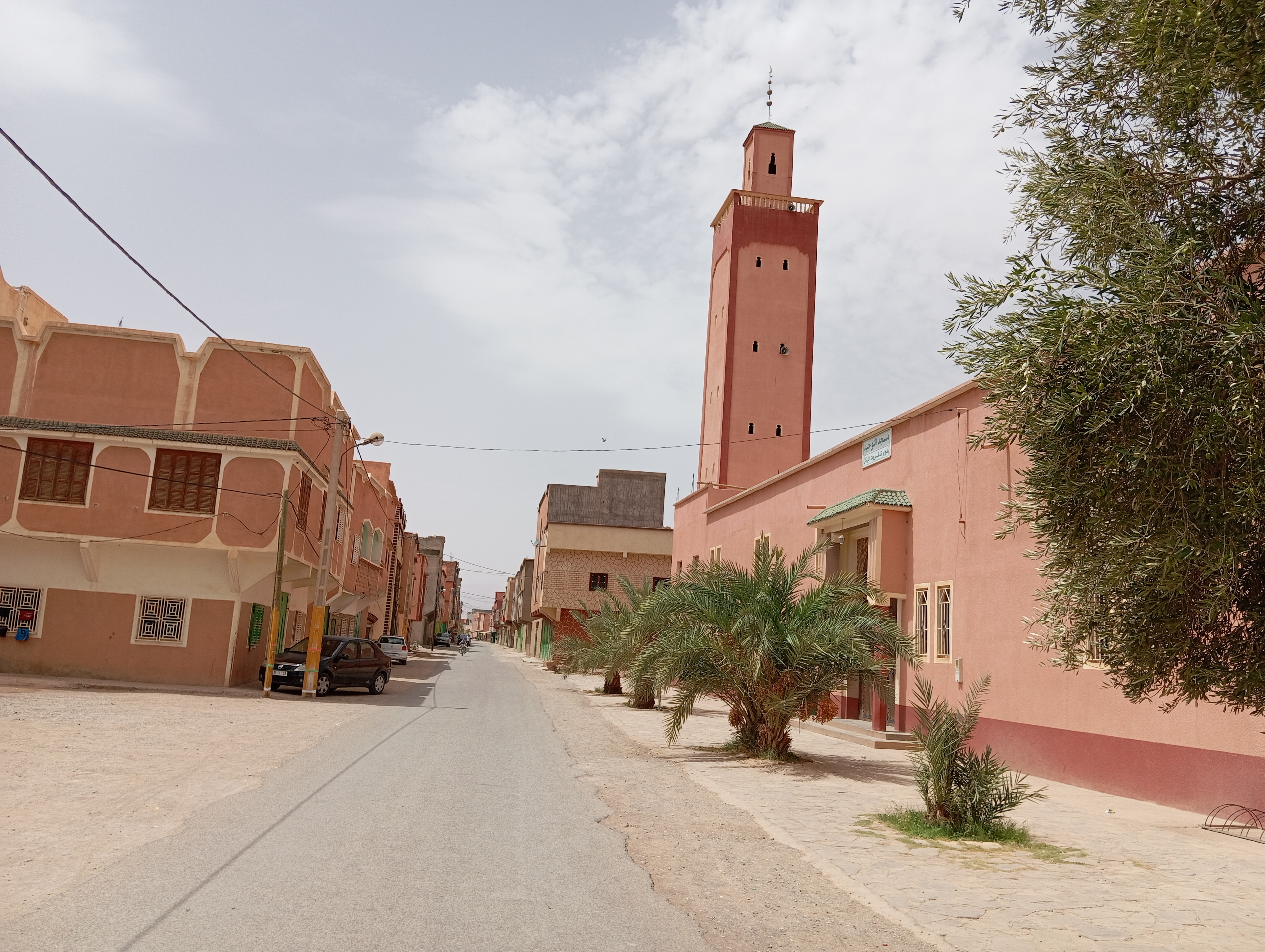
الشارع الرئيسي بتاغزوت ن آيت عطا
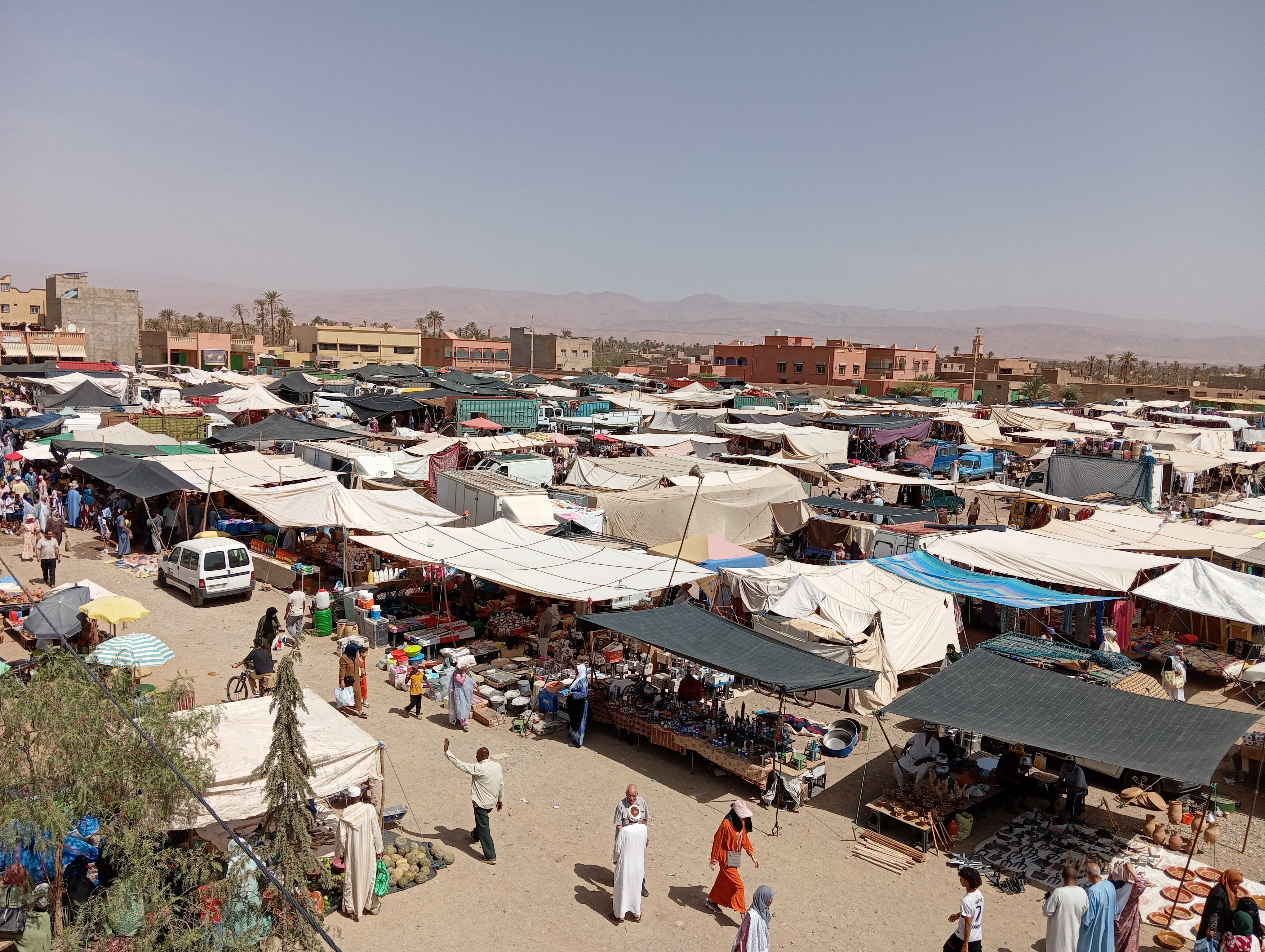
السوق الأسبوعي بتاغزوت ن آيت عطا
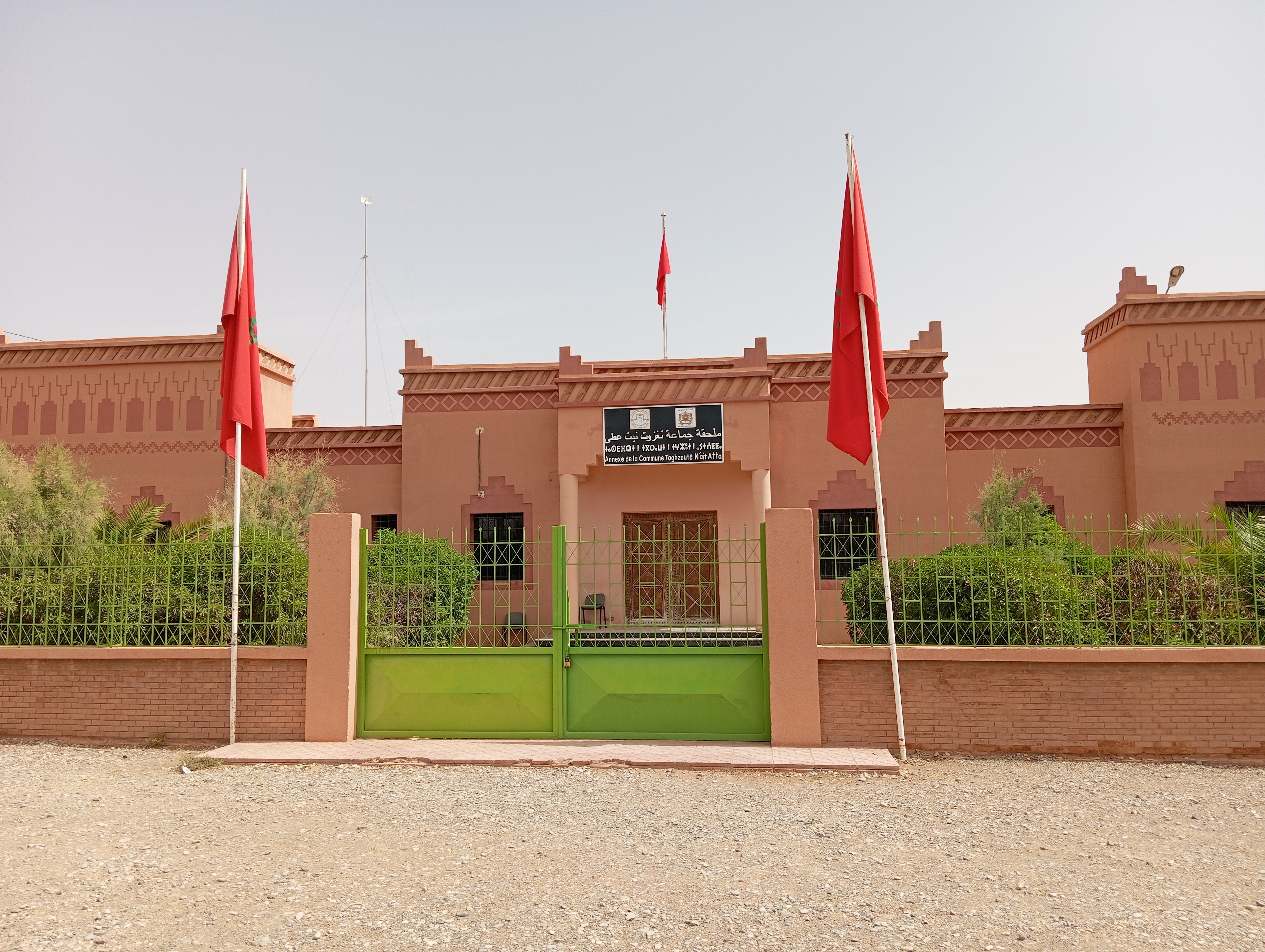
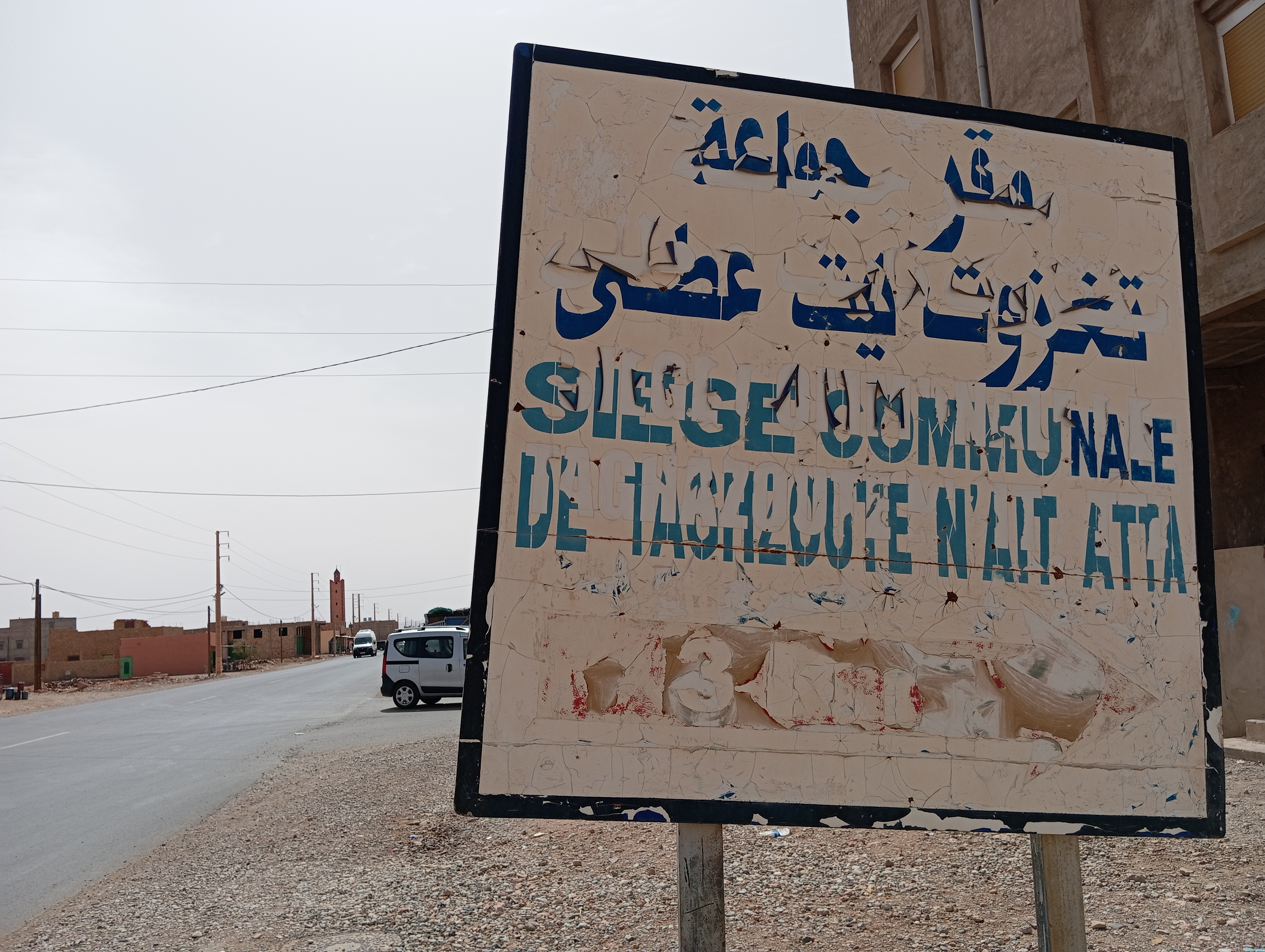
الطريق إلى تاغزوت ن آيت عطا على مستوى أيت عيسى أوبراهيم قرب الطريق الوطنية رقم 10